# Ranunculus wraberi
Ranunculus wraberi är en ranunkelväxtart som beskrevs av Sandro Alessandro Pignatti. Ranunculus wraberi ingår i släktet ranunkler, och familjen ranunkelväxter. Inga underarter finns listade i Catalogue of Life.